# Varsóvia
Varsóvia (em polaco: Warszawa, pronunciado: [varˈʂava] (escutarⓘ) é a capital e maior cidade da Polónia. Localiza-se nas margens do rio Vístula, a cerca de 260 km da costa do mar Báltico e 300 km das montanhas dos Cárpatos. A sua população, em 2012, era estimada em 1 716 855 habitantes. A cidade, que também é a capital do Voivodato de Masóvia, é sede de numerosas indústrias (bens de consumo, aço, engenharia eléctrica, automóveis), instituições de ensino superior (Universidade de Varsóvia, Universidade Tecnológica de Varsóvia, Escola Superior de Gestão, Academia Médica, Universidade de Ciências Sociais e Humanidades), uma orquestra filarmónica, o maior Teatro Nacional do mundo e a Ópera.
A história da cidade remonta ao final do século XIII. Naquela época, era uma pequena vila de pescadores. Em 1569, o rei Sigismundo III transferiu sua corte junto com a capital polonesa de Cracóvia para Varsóvia. Uma vez descrita como a "Paris do Norte", Varsóvia foi considerada uma das cidades mais bonitas do mundo até a Segunda Guerra Mundial. Bombardeada no início da invasão alemã em 1939, a cidade resistiu. As deportações da população judaica para os campos de concentração levaram à Levante do Gueto de Varsóvia em 1943 e à destruição do gueto depois de um mês de combates. Uma revolta geral em Varsóvia entre agosto e outubro de 1944 levou a mais devastação. Varsóvia levou o novo título de "Phoenix City" por causa de sua longa história e completa reconstrução após a Segunda Guerra Mundial, ele havia deixado em ruínas mais de 85% dos edifícios.
Varsóvia é a sede da Frontex, a guarda de fronteira europeia e a agência costeira. Varsóvia é também uma das cidades metropolitanas mais dinâmicas da Europa. Em 2012, a The Economist Intelligence Unit classificou Varsóvia como a 32ª cidade mais habitável do mundo. Em 2017, a cidade ficou em 4º lugar na categoria "Amigável para Negócios" e 8º em "Capital Humano e Estilo de Vida". Também foi classificada como uma das cidades mais habitáveis da Europa Central e Oriental e é um dos principais centros econômico-financeiros e culturais da Europa.
O Centro Histórico de Varsóvia foi declarado Patrimônio da Humanidade pela Unesco em 1980. É a parte mais antiga da cidade e é também a principal atração turística com a Coluna de Sigismundo, a Barbacã e o Castelo Real.
Varsóvia é internacionalmente conhecida por ter dado o seu nome ao Pacto de Varsóvia e ao Tratado de Varsóvia.

## Etimologia
O nome de Varsóvia em poláco, Warszawa (antigamente também grafado Warszewa e Warszowa), significa "pertencente a Warsz", onde Warsz é uma forma abreviada do nome masculino eslavo Warcisław. A etimologia popular atribui o nome da cidade a um pescador chamado Wars e sua esposa Sawa. Na verdade, Warsz foi um nobre do século XII/XIII que possuía uma vila localizada no lugar do atual bairro de Mariensztat. O nome oficial completo da cidade é miasto stołeczne Warszawa ("Cidade Capital de Varsóvia"). O nativo ou residente de Varsóvia é chamado varsoviano (do francês varsovien).
Outros nomes para Varsóvia incluem Warszawa (polaco), Warsaw (inglês), Warschau (alemão e neerlandês), Варшава/Varshava (russo), Varšuva (lituano), Varsovia (espanhol, latim e português), Βαρσοβία (grego), Varsavia (italiano) Varsó (húngaro), e וואַרשע/Varshe (iídiche), Varsovie (francês), Varşovia (romeno).

## História

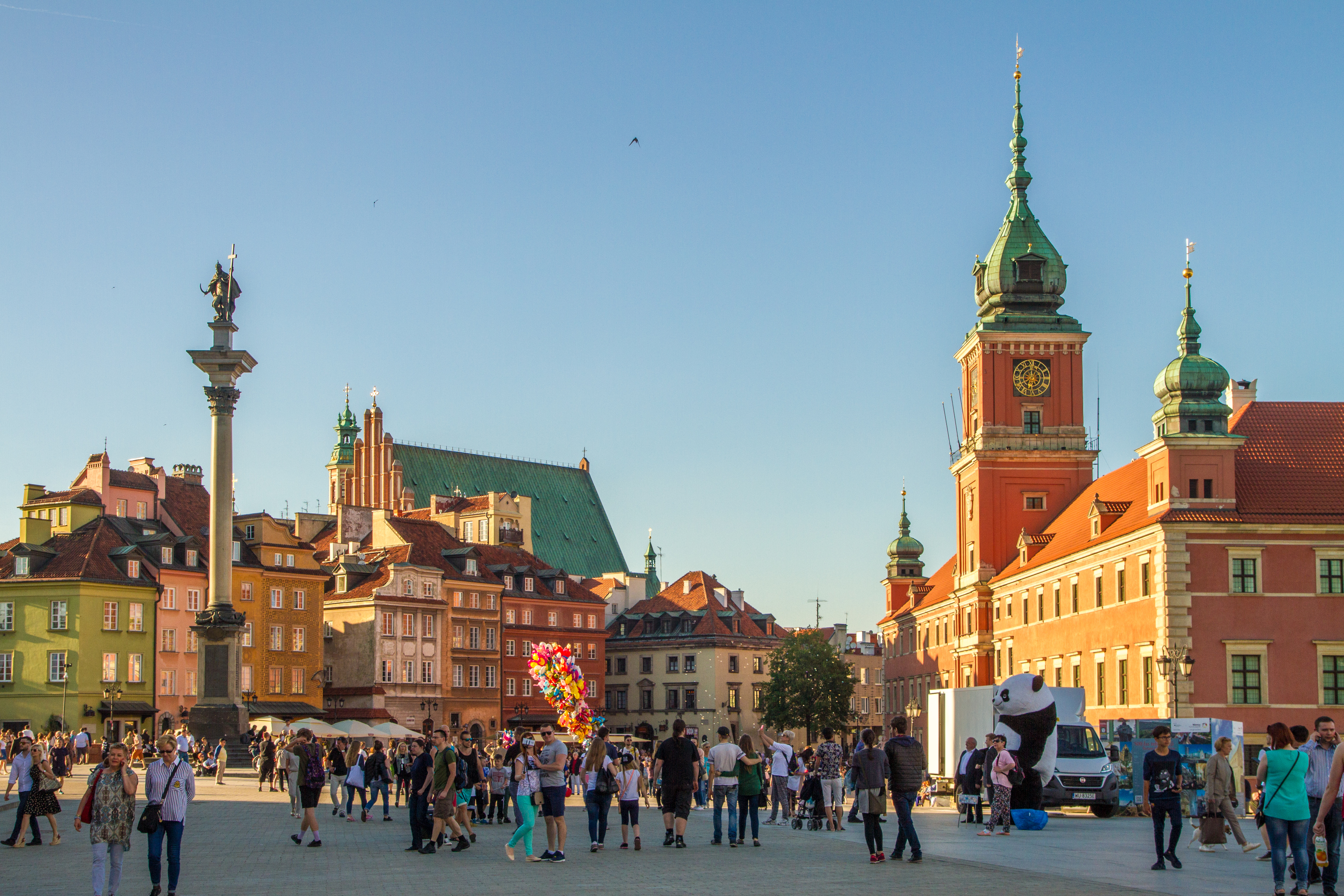
Castelo Real de Varsóvia

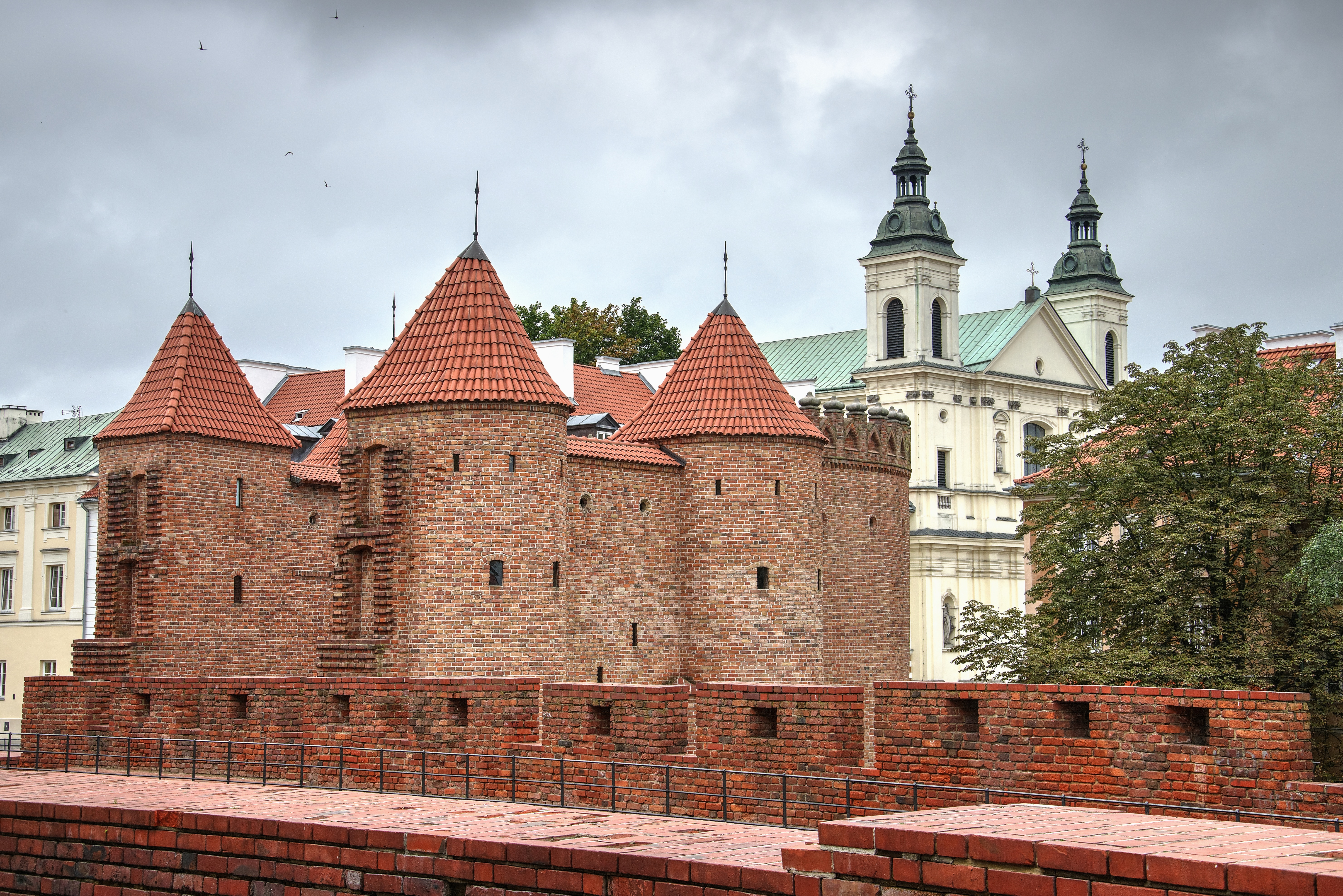
A barbacã (1540) do centro histórico

As origens da cidade remontam à Idade Média e por isso a cidade Velha ou Stare Miasto é um burgo muralhado (reconstruído meticulosamente) que é da Idade Média e da época do Renascimento. Mas o crescimento da cidade inicia-se verdadeiramente no século XIV, em redor do castelo dos Duques de Masóvia, sendo elevada a capital do reino nos finais do século XVI, após o incêndio de Cracóvia. Foi ocupada pelos Suecos e pelos Russos diversas vezes e fez parte do Império Francês de Napoleão Bonaparte como capital do grão-ducado de Varsóvia.
Em 1939, Varsóvia reunia 1 290 000 habitantes, dos quais 35% eram judeus. Destes, em 1940, os alemães encerraram 450 mil num gueto murado, onde permaneciam até serem enviados para os campos de concentração. Os sobreviventes do referido gueto foram transferidos e este foi arrasado após a revolta judaica de 1943. No Verão que se seguiu, a cidade foi alvo de destruição sistemática, após uma revolta chefiada pela Resistência Polonesa, quando o Exército Vermelho se encontrava às portas da cidade. Posteriormente, e após uma luta com os alemães, que durou 63 dias, estes foram derrotados, embora com muitas vítimas polacas (a maior parte daqueles que ficaram na cidade). Quando Varsóvia foi libertada pelo Exército Vermelho, dois em cada três dos habitantes que nela viviam antes da guerra ou tinham morrido ou tinham sido deportados. A sua reconstrução procedeu-se no entanto de forma minuciosa, com as ajudas de outros países.
A capital possui muitas igrejas entre as quais podemos destacar a Catedral de S. João, construída do século XIV em estilo gótico; a Igreja de Santa Cruz, reconstruída no século XVI; os Monumentos dedicados às figuras ilustres de Segismundo III Vasa, Nicolau Copérnico, ao poeta Adam Mickiewicz, aos heróis do gueto de Varsóvia e aos da Resistência polonesa durante a Segunda Guerra Mundial. Merecem também destaque especial o moderno Palácio da Cultura e Ciência; o Paço Real, que foi reaberto nos anos 1980; os palácios das famílias nobres Radziwiłł e Potocki; os conventos e a Residência Real de Verão, construída em 1680, para o soberano polaco Estanislau II (último rei da Polônia) e que se situa no Parque Łazienki. A sul da Praça do Mercado ficam a Torre Barbacana e as ruínas do forte medieval.
O Centro Histórico de Varsóvia foi inscrito pela UNESCO em 1980 na lista do Patrimônio Mundial.

## Geografia
Varsóvia está localizada no centro-leste da Polônia a cerca de 300 km dos Montes Cárpatos, cerca de 260 km do mar Báltico e 523 km a leste de Berlim, Alemanha. A cidade é cortada pelo rio Vístula. Ela está localizada no coração da planície Mazoviana, com altitude média de 100 metros acima do nível do mar, embora existam alguns montes (principalmente artificiais), localizado dentro dos limites da cidade.

### Clima
O clima de Varsóvia é continental húmido (Classificação climática de Köppen-Geiger: Dfb), com invernos relativamente frios e verões suaves. A temperatura média é de -3 °C em janeiro e 19,3 °C em julho. As temperaturas podem chegar muitas vezes a 30 °C no verão. A precipitação anual média é de 548 milímetros, o mês mais chuvoso é julho. A primavera e o outono são geralmente belas estações.
| Dados climatológicos para Varsóvia | Dados climatológicos para Varsóvia | Dados climatológicos para Varsóvia | Dados climatológicos para Varsóvia | Dados climatológicos para Varsóvia | Dados climatológicos para Varsóvia | Dados climatológicos para Varsóvia | Dados climatológicos para Varsóvia | Dados climatológicos para Varsóvia | Dados climatológicos para Varsóvia | Dados climatológicos para Varsóvia | Dados climatológicos para Varsóvia | Dados climatológicos para Varsóvia | Dados climatológicos para Varsóvia |
| Mês                                | Jan                                | Fev                                | Mar                                | Abr                                | Mai                                | Jun                                | Jul                                | Ago                                | Set                                | Out                                | Nov                                | Dez                                | Ano                                |
| ---------------------------------- | ---------------------------------- | ---------------------------------- | ---------------------------------- | ---------------------------------- | ---------------------------------- | ---------------------------------- | ---------------------------------- | ---------------------------------- | ---------------------------------- | ---------------------------------- | ---------------------------------- | ---------------------------------- | ---------------------------------- |
| Temperatura máxima recorde (°C)    | 14                                 | 17                                 | 23                                 | 28                                 | 31                                 | 33                                 | 34                                 | 37                                 | 29                                 | 24                                 | 16                                 | 14                                 | 37                                 |
| Temperatura máxima média (°C)      | 1                                  | 1                                  | 7                                  | 12                                 | 18                                 | 21                                 | 23                                 | 23                                 | 18                                 | 12                                 | 6                                  | 2                                  | 12                                 |
| Temperatura mínima média (°C)      | −4                                 | −4                                 | −1                                 | 3                                  | 8                                  | 11                                 | 13                                 | 12                                 | 8                                  | 4                                  | 1                                  | −3                                 | 4                                  |
| Temperatura mínima recorde (°C)    | −31                                | −24                                | −20                                | −6                                 | −1                                 | 2                                  | 5                                  | 4                                  | −2                                 | −9                                 | −16                                | −21                                | −31                                |
| Precipitação (mm)                  | 27,9                               | 25,4                               | 30,5                               | 38,1                               | 50,8                               | 66                                 | 76,2                               | 71,1                               | 45,7                               | 40,6                               | 38,1                               | 35,6                               | 548,6                              |
| Fonte: weatherbase.com 10-8-2010   |                                    |                                    |                                    |                                    |                                    |                                    |                                    |                                    |                                    |                                    |                                    |                                    |                                    |

## Demografia

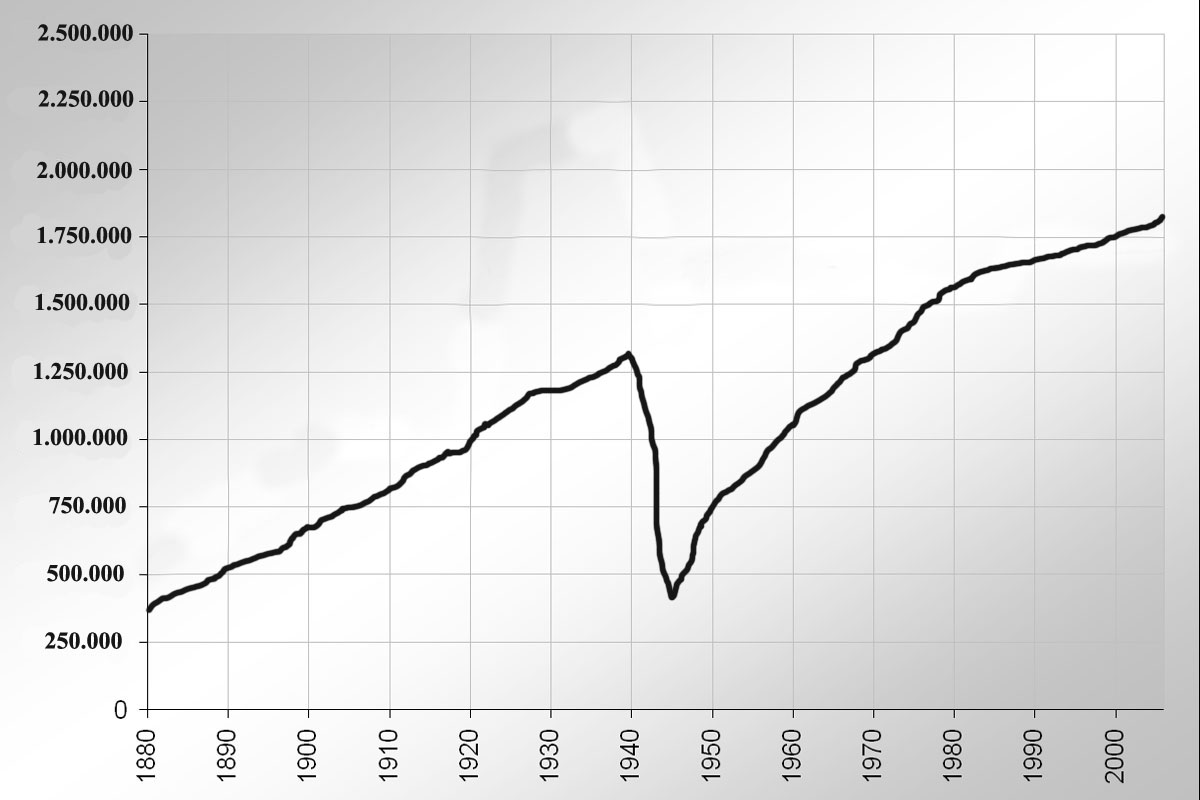
População 1880–2006

Historicamente, Varsóvia foi um destino para imigração interna e estrangeira, especialmente da Europa Central e Leste Europeu. Por quase 300 anos, ela foi conhecida como a "Velha Paris" ou "Segunda Paris". Varsóvia sempre foi um centro da cultura europeia, uma importante cidade e um destino para muitos europeus. Demograficamente, ela era a cidade mais diversificada da Polônia, com um número significativo de habitantes estrangeiros. Além na maioria polonesa, havia uma significativa minoria judia em Varsóvia. De acordo com o censo russo de 1897, de 638 000 habitantes da cidade, os judeus totalizavam 219 000 (cerca de 34%). Antes da Segunda Guerra Mundial, a população judia de mais de 350 000 representava cerca de 30% da população total da cidade. A Segunda Guerra Mundial mudou tudo isto, hoje há muito menos diversidade étnica que nos 300 anos anteriores da história da cidade. Atualmente, a maior parte do crescimento populacional está baseado na migração interna e urbanização.

Comparação dos limites da cidade de Varsóvia atual e em 1939

### Evolução da população
| - 1700: 30 000 (est.) - 1792: 120 000 - 1800: 63 400 - 1830: 139 700 - 1850: 163 600 - 1882: 383 000 - 1900: 686 000 - 1925: 1 003 000 - 1939: 1 300 000 | - 1945: 422 000 (setembro) - 1950: 803 800 - 1960: 1 136 000 - 1970: 1 315 600 - 1980: 1 596 100 - 1995: 1 635 112 (est. 31/dezembro) - 2000: 1 672 400 - 2002: 1 688 200 - 2005: 1 692 854 (est. 1/janeiro) - 2009: 1 711 466 (est. 30/junho) |

### Distritos
| Distritos (dzielnica) | População (estimativa 2006) | Área (km²) |
| --------------------- | --------------------------- | ---------- |
| Mokotów               | 226 911                     | 35,42      |
| Praga Południe        | 185 077                     | 22,38      |
| Ursynów               | 143 935                     | 43,79      |
| Wola                  | 142 025                     | 19,26      |
| Bielany               | 135 307                     | 32,34      |
| Śródmieście           | 134 306                     | 15,57      |
| Targówek              | 122 872                     | 24,22      |
| Bemowo                | 107 197                     | 24,95      |
| Ochota                | 91 643                      | 9,72       |
| Białołęka             | 76 999                      | 73,04      |
| Praga Północ          | 73 207                      | 11,42      |
| Wawer                 | 66 094                      | 79,70      |
| Żoliborz              | 49 275                      | 8,47       |
| Ursus                 | 47 285                      | 9,36       |
| Włochy                | 39 778                      | 28,63      |
| Rembertów             | 22 688                      | 19,30      |
| Wesoła                | 20 749                      | 22,94      |
| Wilanów               | 15 188                      | 36,73      |
| Total                 | 1 700 536                   | 517,24     |

Varsóvia é um powiat urbano, ou seja, uma cidade com status de powiat (miasto na prawach powiatu), e está dividida em 18 dzielnica (distritos - ver «mapa». www.e-warsaw.pl), cada um com seu próprio corpo administrativo. Cada dzielnica por sua vez é formado por vários bairros, que não possuem nenhum status legal ou administrativo. Varsóvia possui dois bairros históricos chamados Cidade Velha (Stare Miasto) e Cidade Nova (Nowe Miasto) localizados no distrito de Śródmieście.

## Governo municipal
A Lei de Varsóvia aboliu todos os antigos municípios em torno Varsóvia e formou uma "cidade powiat" (em polonês: powiaty grodzkie, ou mais formalmente miasta na prawach powiatu, que significa "cidade com estatuto de  powiat") com um governo municipal unificado.

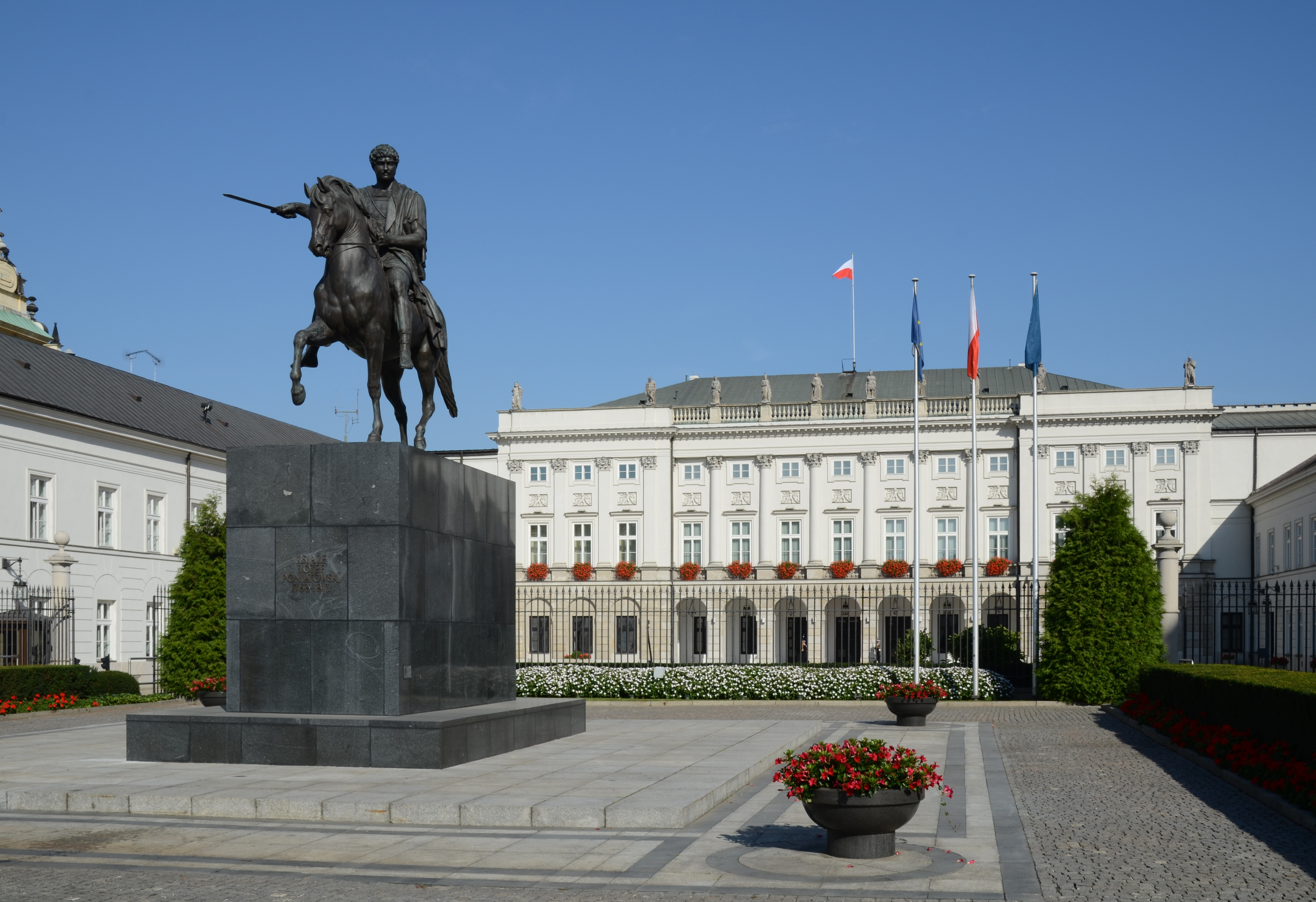
Palácio Presidencial, a residência oficial do chefe de estado da Polônia

O poder legislativo é representado em Varsóvia por uma assembleia municipal unicameral (Rada Miasta), que reúne 60 membros. Os membros da assembleia são eleitos diretamente a cada quatro anos. Como a maioria dos órgãos legislativos, a Assembleia Municipal de Varsóvia se divide em comissões que fiscalizam várias funções do governo da cidade. Os projetos de lei, aprovados por maioria simples, são enviados para o sanção do prefeito (o Presidente de Varsóvia). Se o Presidente vetar o projeto de lei, a assembleia tem 30 dias para anular o veto pelo voto da maioria de dois terços.
Cada um dos 18 distritos da cidade possui sua própria assembleia (Rada dzielnicy). Suas funções estão focadas em ajudar o presidente e a assembleia da cidade, bem como supervisionar diversas empresas municipais, as propriedades do município e as escolas. O chefe de cada uma das assembleias distritais é chamado prefeito (Burmistrz) e é eleito pela assembleia local entre os candidatos propostos pelo Presidente da Varsóvia.

## Economia

### Negócios e comércio

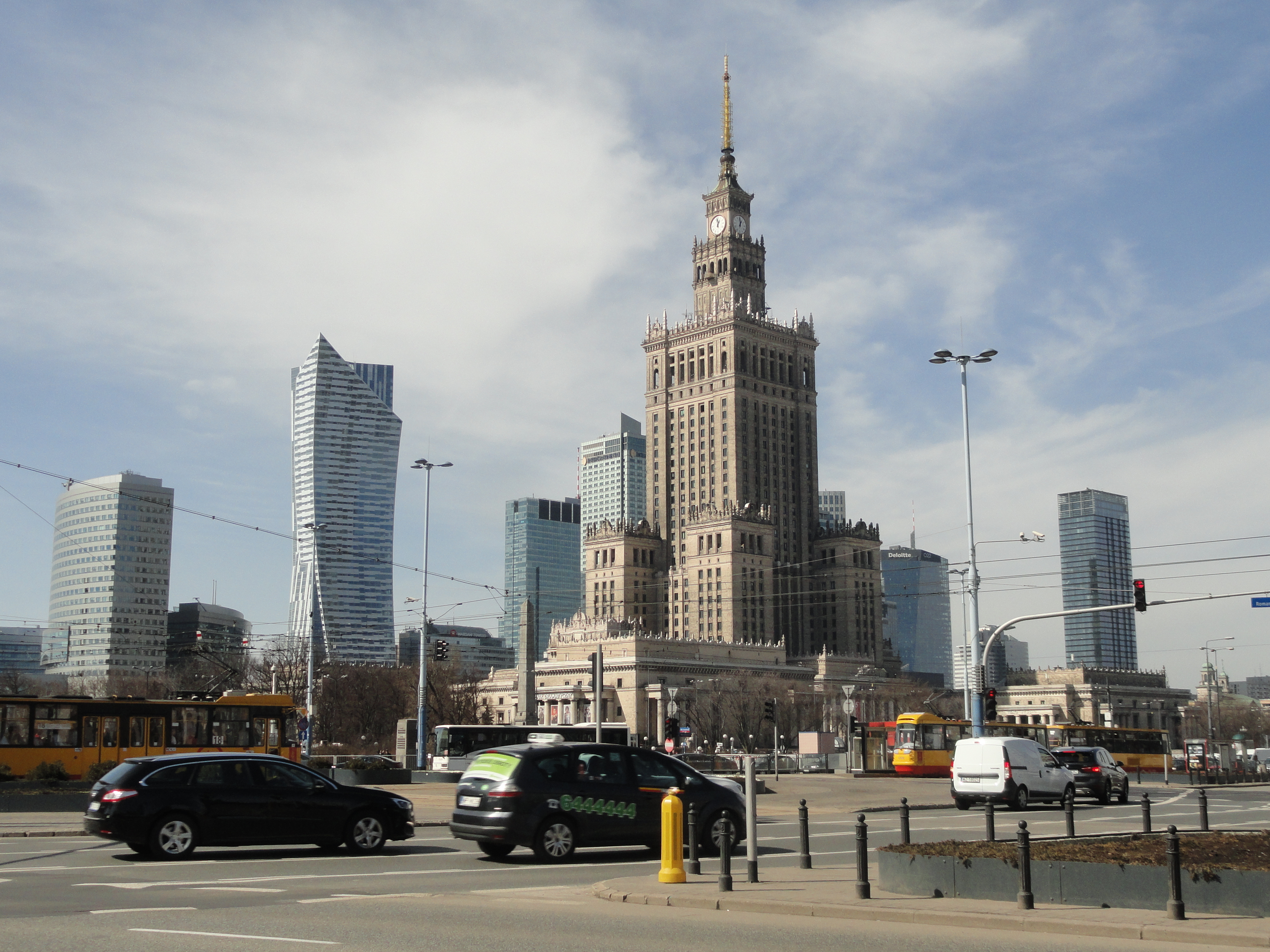
Centro de Varsóvia com o Palácio da Cultura e Ciência

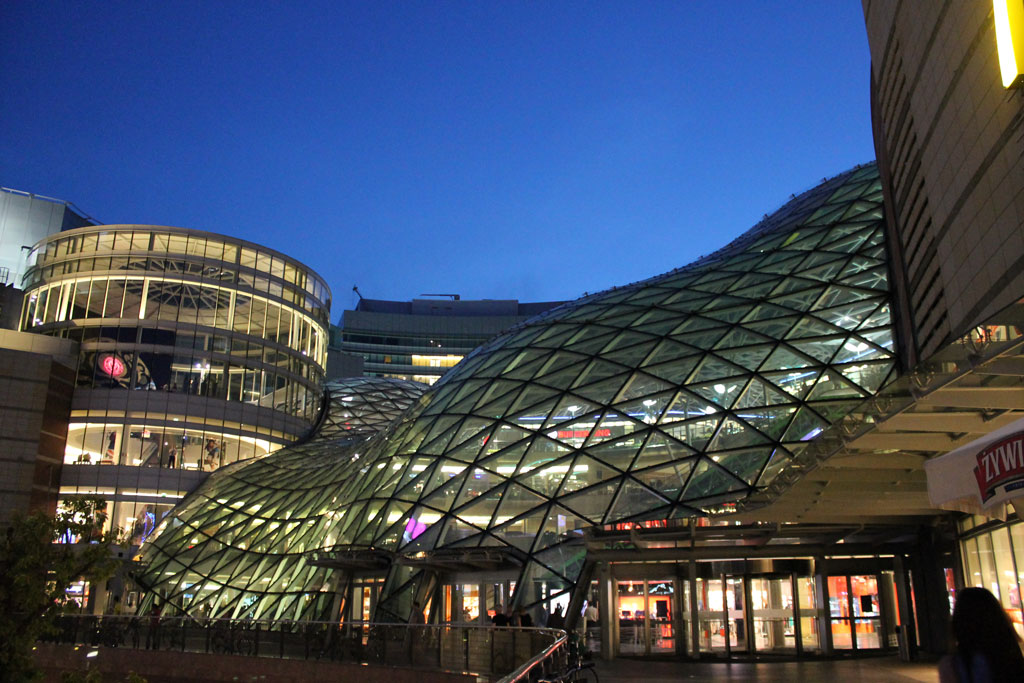
Złote Tarasy (Terraços dourados), um centro comercial

Varsóvia, especialmente seu centro (Śródmieście), é um lugar não só de numerosas instituições e agências governamentais, mas também de muitas companhias nacionais e internacionais. Em 2006, 304 016 companhias estavam registradas na cidade. A participação financeira de investidores estrangeiros na cidade era estimada, em 2002, em cerca de 650 milhões de euros. Varsóvia produz 12% da renda nacional da Polônia que em 2008 era 305,1% da média polonesa, per capita (ou 160% da média da União Europeia). O PIB per capita de Varsóvia em 2006 era 15 000 euros. Varsóvia lidera a região da Europa Central em investimentos estrangeiros, seu PIB, em 2006, cresceu 6,1%. Ela também possui uma das economias que mais cresce, o PIB cresceu 6,5% em 2007 e 6,1% no primeiro trimestre de 2008. A taxa de desemprego é inferior a 5% (2006).

### A Bolsa de Varsóvia

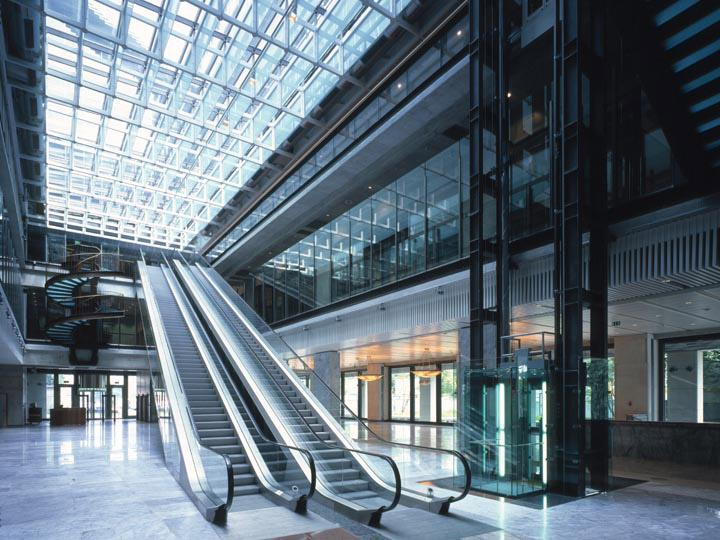
O Edifício da Bolsa

A primeira bolsa de valores de Varsóvia foi estabelecida em 1817 e continuou em funcionamento até a Segunda Guerra Mundial. Foi restabelecida em abril de 1991, após o fim do governo comunista do pós-guerra e a reintrodução de uma economia de mercado. Hoje, a Bolsa de Valores de Varsóvia é, de acordo com muitos indicadores,  o maior mercado da região, com 386 companhias listadas e com valor de mercado de 193 452,99 milhões de euro em 13 de agosto de 2010. De 1991 até 2000, esta instituição estava localizada, ironicamente, nas antigas instalações usadas como sede do Partido Operário Unificado Polaco (PZPR).

### Indústria
Durante a reconstrução de Varsovia após a Segunda Guerra Mundial, as autoridades comunistas decidiram que a cidade se tornaria o maior centro industrial do país. Foram construídas numerosas grandes fábricas na cidade e redondezas. As maiores delas eram a siderúrgica Huta Warszawa e duas fábricas de automóveis. A medida que a economia socialista se deteriorava, estas fábricas perderam importância e a maioria estavam falidas após 1989. Hoje, a Arcelor Warszawa Siderurgia (antiga Huta Warszawa) é a única grande fábrica remanescente. A Fabryka Samochodów Osobowych (FSO), fábrica automotiva, produz automóveis principalmente para exportação.
O número de empresas públicas continua decrescendo enquanto aumenta o número de companhias operadas com capital estrangeiro. Os maiores investidores estrangeiros são Daewoo, Coca-Cola Amatil e Metro AG. Varsóvia possui a maior concentração de indústrias eletrônicas e de alta tecnologia da Polônia e o crescimento do mercado consumidor promove o desenvolvimento da indústria alimentícia.

## Esporte

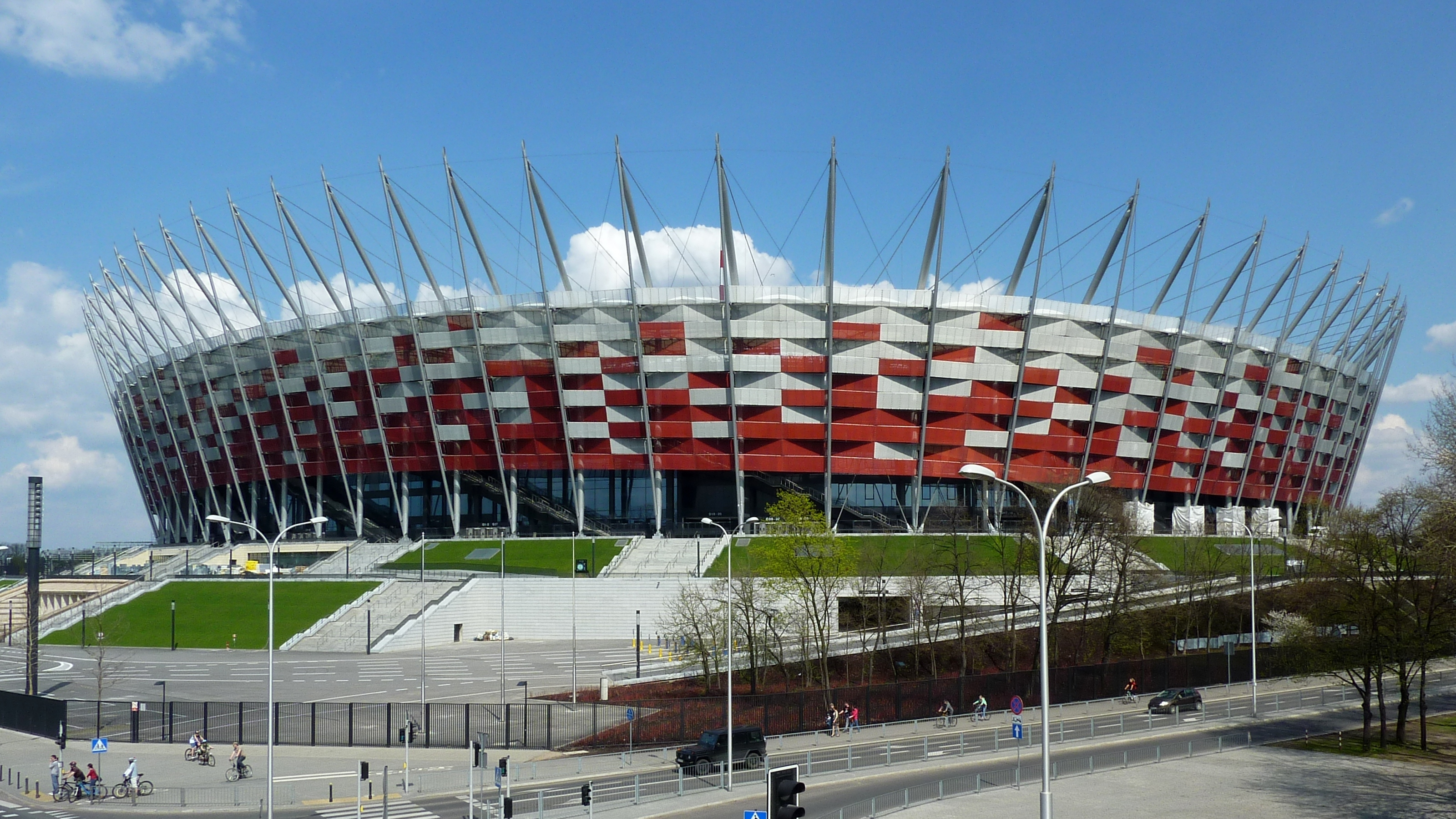
Estádio Nacional

Em Varsóvia, é comum a prática de futebol. Os dois maiores times de futebol da cidade são o Legia Varsóvia e o Polonia Varsóvia, arquirrivais.

## Cidades-irmãs
| - Astana, Cazaquistão (desde 2002) - Berlim, Alemanha (desde 1991) - Budapeste, Hungria (desde 2005) - Chicago, Estados Unidos (desde 1960) - Dusseldorf, Alemanha (desde 1989) - Grozny, Rússia (desde 1997) - Haia, Holanda (desde 1991) - Hamamatsu, Japão (desde 1990) | - Hanoi, Vietnam (desde 2000) - Harbin, China (desde 1993) - Île-de-France, França (desde 1990) - Istambul, Turquia (desde 1991) - Kiev, Ucrânia (desde 1993) - Oslo, Noruega (desde 2005) - Riga, Letónia (desde 2002) - Rio de Janeiro, Brasil (desde 2005) - Saint-Étienne, França (desde 1995) | - São Petersburgo, Rússia (desde 1997) - Seul, Coreia do Sul (desde 1996) - Estocolmo, Suécia (desde 2008) - Taipei, China (desde 1995) - Tel Aviv, Israel (desde 1992) - Toronto, Canadá (desde 1990) - Viena, Áustria (desde 2001) - Vilnius, Lituânia (desde 1998) |